# Abisara rutherfordii
Abisara rutherfordii is een vlindersoort uit de familie van de prachtvlinders (Riodinidae), onderfamilie Nemeobiinae.
Abisara rutherfordii werd in 1874 beschreven door Hewitson.
De soort staat op de Rode Lijst van de IUCN als "niet bedreigd" (Least Concern). Abisara rutherfordii komt voor van Nigeria tot het westen van Oeganda en Rwanda.